# Măgdăcești
Măgdăcești es una comuna y pueblo de la República de Moldavia ubicada en el distrito de Criuleni.
En 2004 la comuna tiene una población de 4601 habitantes, la casi totalidad de los cuales son étnicamente moldavos-rumanos.
La localidad fue creada durante la reforma agraria de 1906-1911. Anteriormente era una finca que recibía su nombre de Petre Măgdicin, quien había sido su propietario unos siglos antes.
Se ubica en la periferia septentrional de Chisináu, entre las carreteras M14 y M2.